# Sphyraena helleri
Espèce
Sphyraena helleri est une espèce de poissons de la famille des Sphyraenidae.